# Bundesautobahn 24
Bundesautobahn 24 (em português: Auto-estrada Federal 24) ou A 24, é uma auto-estrada na Alemanha.
A Bundesautobahn 24 tem 239 km de comprimento.

## Estados
Estados percorridos por esta auto-estrada:
- Hamburgo
- Schleswig-Holstein
- Mecklemburgo-Pomerânia Ocidental
- Brandemburgo